# Finnøy
Finnøy était une kommune de Norvège. Elle est située dans le comté de Rogaland.

## Historique
La municipalité insulaire de 104 km2 a existé de 1838 jusqu'à sa dissolution en 2020, date à laquelle elle a été fusionnée avec la municipalité de Stavanger. Elle était située dans le Landskap de Ryfylke. Le centre administratif de la municipalité était le village de Judaberg.
La municipalité se composait d'un certain nombre d'îles sur le côté sud du Boknafjord, à environ 24 kilomètres au nord-est de la ville de Stavanger. Le Finnøy Tunnel (en) relie les deux îles de Finnøy et Talgje au continent. Le reste des îles n'est accessible que par bateau.
Finnøy est une communauté agricole dominée par les produits laitiers, la viande, la volaille et la pisciculture, avec de fortes traditions horticoles, principalement la production de tomates en serre, ainsi qu'un peu de tourisme.

## Les îles
La municipalité était composée de 16 îles habitées, où environ la moitié des habitants vivent sur l'île de Finnøy. Les autres îles habitées sont Talgje, Fogn, Byre, Bokn, Måløy, Halsnøya et l'archipel de Sjernarøyane qui comprend les îles habitées d'Aubø, Bjergøyna, Helgøy, Kyrkjøy, Nord-Hidle, Nord-Talgje et Tjul. L'île la plus grande mais peu peuplée, Ombo, était divisée entre les municipalités de Finnøy et de Hjelmeland.